# Toos Beumer
Catharina Johanna „Toos“ Beumer (* 5. Juli 1947 in Koog aan de Zaan) ist eine ehemalige niederländische Schwimmsportlerin.

## Sportliche Karriere
Beumer nahm an den Olympischen Sommerspielen 1964 in Tokio und 1968 in Mexiko teil. In Tokio gewann sie mit der niederländischen 4 × 100-m-Freistilstaffel die Bronzemedaille. Die Zeit von 4:12,0 Minuten war gleichbedeutend mit einem neuen Europarekord.
Bei den Schwimmeuropameisterschaften 1966 gewann sie Gold mit der 4 × 100-m-Lagen- und Bronze mit der Freistilstaffel.
Bei ihrer zweiten Olympiateilnahme blieb Beumer ohne Medaille. Über 100 m Freistil schied sie wie bereits vier Jahre zuvor nach dem Vorlauf aus. In der Staffel wurde sie nicht eingesetzt.